# MOTO!
『MOTO!』（モト!）は、監修：モトチャンプ、漫画：小川こうじによる日本のバイク漫画作品。『モトチャンプ』とYahoo!コミック内のウェブコミック配信サイト『FlexComixブラッド』に並行連載された。単行本全1巻。

## あらすじ
スペインから日本に引越してきた、素実・フェルナンデス・岡田は両親からスポーツの英才教育を受けてきた天然系美少女。転校初日に素実は3歳からバイクに乗り、現在ミニバイクレースに参戦中の加藤総一と出会う。

## 登場人物
素実・フェルナンデス・岡田(もとみ ふぇるなんです おかだ)
通称：モト、父はスペイン人、母は日本人のハーフ（ダブル）。父からはバイク、母からはフラメンコの英才教育を受けてきた天然系美少女。201×年7月にスペインから日本の秋ヶ瀬中学校に転校してきた。
加藤 総一(かとう そういち)
秋ヶ瀬中学1年生。3歳からバイクに乗り、現在はミニバイクのレースライダー。
加藤 あかね(かとう あかね)
秋ヶ瀬中学3年生。加藤 総一の姉で巨乳。姉弟で10年前からポケバイに乗っている、ポケバイに乗っている時はあかねの方が速かったが、中学に上がりミニバイクに乗り換えてからは総一のほうが速くなったとモトに明かしている。
中野(なかの)
「BIKE SHOP NAKANO」のオーナー兼総一が所属するレーシングチームの監督。モトの父親とは知り合いである。
雅美(まさみ)
「BIKE SHOP NAKANO」のメカニック。
伊藤(いとう)
中野の友人で全日本JSB（全日本ロードレース選手権の最高峰）ライダー。
原田 卓也(はらだ たくや)
総一のライバル。
カルロス フェルナンデス
名前のみの登場。モトの父親。

## 単行本
- MOTO! バイクレース日本一決定戦編（フレックスコミックス発行・ソフトバンククリエイティブ発売）

2009年3月25日初版発行 ISBN 978-4-7973-5354-9